# Oleksandr Rybka
Oleksandr Jevhenijovyč Rybka (in ucraino Олександр Євгенійович Рибка?; Kiev, 10 aprile 1987) è un calciatore ucraino, portiere dell'Obolon'.

## Carriera

### Club

#### L'esordio alla Dinamo Kiev
Nato nelle giovanili della squadra della sua città, la Dinamo Kiev, ha fatto parte della terza e seconda squadra, prima di essere promosso in prima, ma anche a causa di infortuni e della forte competizione per la porta della prestigiosa squadra ucraina, non è mai riuscito a diventare titolare e ad incidere, però molte sono state le sue ottime prestazioni, non solo in campionato e nella coppa nazionale, ma anche in UEFA Champions League.

#### Il passaggio all'Obolon
Nel 2010 si trasferisce alla Obolon Kiev, di cui diventa portiere titolare e indossa la maglia numero 1.

#### Il trasferimento allo Shakhtar
L'8 giugno 2011 si trasferisce allo Shakhtar Donetsk firmando un contratto fino al 2013.
Il 30 gennaio 2012 la UEFA gli infligge una squalifica di due anni a seguito di un controllo anti-doping a sorpresa effettuato il 27 gennaio dopo la partita contro il Karpaty.

#### Il ritorno alla Dinamo Kiev
Scontata la squalifica, nel gennaio del 2014 firma un contratto di tre anni con la Dinamo Kiev.

### Nazionale
Ha fatto parte dell'Ucraina Under19 e Under-21, prima di collezionare due presenze nella nazionale maggiore.

## Palmarès

### Club
- Campionato ucraino: 4

Dinamo Kiev: 2006-2007, 2008-2009, 2014-2015
Shakhtar: 2011-2012
- Coppa d'Ucraina: 4

Dinamo Kiev: 2005-2006, 2006-2007, 2013-2014
Shakhtar: 2011-2012
- Supercoppa d'Ucraina: 2

Dinamo Kiev: 2007, 2009